# Intensification rapide
Pour les cyclones extratropicaux, voir Bombe (météorologie).
En météorologie tropicale, l’intensification rapide est le phénomène où un cyclone tropical s’intensifie de façon spectaculaire en peu de temps. Le National Hurricane Center des États-Unis définit l’intensification rapide comme une augmentation des vents soutenus maximaux d’un cyclone tropical d’au moins 55 km/h sur une période de 24 heures. 

## Nomenclature et définitions antérieures

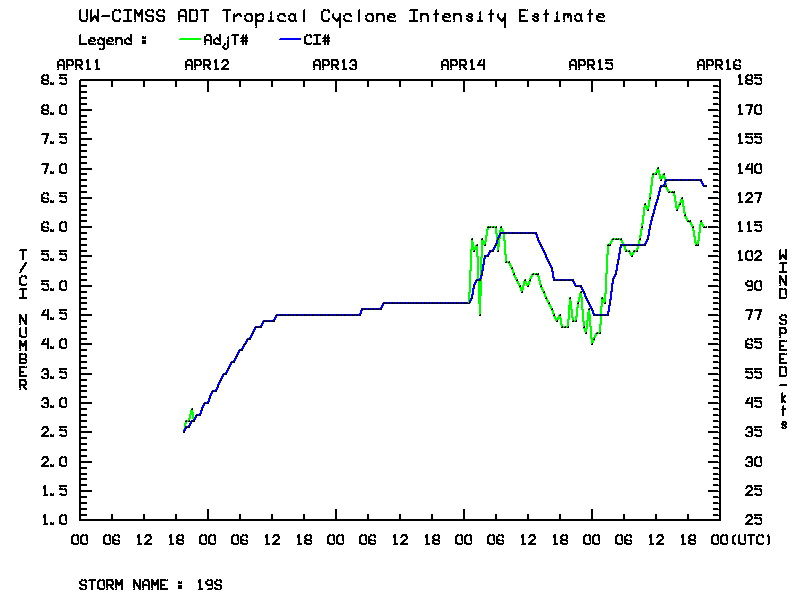
Graphique de l'augmentation rapide des vents avec le cyclone Fantala en avril 2016.

Le National Hurricane Center des États-Unis a précédemment défini le phénomène de « creusement rapide » d’un cyclone tropical par une chute de la pression centrale minimale de 42 hPa sur une période de 24 heures,. Mais plus tard, le NHC a opté pour une augmentation des vents soutenus maximaux d’au moins 30 nœuds (56 km/h) sur la même période pour définir « l'intensification rapide ».  Cependant, des recherches récentes suggèrent que la pression moyenne au niveau de la mer est un meilleur prédicteur des dommages causés par les ouragans qui touchent terre dans la partie continentale des États-Unis.

## Conditions nécessaires

### Externe
Pour qu’une intensification rapide se produise, plusieurs conditions doivent être réunies. La température de l’eau doit être extrêmement chaude (proche ou supérieure à 30 °C), et l’eau de cette température doit être suffisamment profonde pour que les vagues ne produisent pas un effet de remontée des eaux plus profondes et plus froides jusqu’à la surface. Le cisaillement du vent doit être faible car lorsque le cisaillement du vent est élevé, la convection profonde et la circulation dans le cyclone seront perturbées. L’air sec peut également limiter le renforcement des cyclones tropicaux.

### Interne
Habituellement, un anticyclone dans les couches supérieures de la troposphère au-dessus de la tempête doit également être présent pour que des pressions de surface extrêmement basses se développent. En effet, l’air doit converger vers la basse pression à la surface, ce qui force alors l’air à monter très rapidement dans le mur de l'œil de la tempête. En raison de la conservation de la masse, cela nécessite une divergence du vent au sommet de la troposphère. Ce processus est facilité par un anticyclone de niveau supérieur qui aide à canaliser efficacement cet air loin du cyclone.  Les tours convectives participent à l’intensification rapide des cyclones tropicaux, bien qu’elles aient des impacts variables selon les bassins.

## Prévision
Les prévisions de la seconde moitié du XXIe siècle prévoient un plus grand forçage dû aux gaz à effet de serre par rapport à la variabilité naturelle qui, avec le réchauffement des températures de surface de la mer, créera des ouragans plus intenses le long des côtes atlantiques des États-Unis.  Les prévisions de la même période pour les côtes du golfe du Mexique indiquent un cisaillement du vent suffisant pour réduire quelque peu l’intensification rapide des tempêtes. Les ouragans Maria et Harvey se sont intensifiés rapidement en 2017.